# Кобзовский сельский совет (Харьковская область)
Кобзовский сельский совет — входит в состав 
Красноградского района Харьковской области
Украины.
Административный центр сельского совета находится в селе Кобзевка.

## История
- 1992 — дата образования.

## Населённые пункты совета
- село Кобзевка
- село Кобзевка Вторая
- посёлок Дружба
- село Отрадовка
- село Новопавловка
- село Шкаврово